# Tate no yūsha no Nariagari
Tate no yūsha no nariagari (Nhật: 盾の勇者の成り上がり "Sự trỗi dậy của Dũng sĩ Khiên") là series light novel tiếng Nhật do Aneko Yusagi sáng tác. Ban đầu được xuất bản như một tiểu thuyết trực tuyến trong trang tiểu thuyết do người dùng tạo có tên Shōsetsuka ni Narō, bộ truyện được xuất bản bởi Media Factory với một cốt truyện mở rộng có hình minh họa của Minami Seira. Tính đến nay, hai mươi bốn tập đã được xuất bản.
Bộ tiểu thuyết được chuyển thể thành manga dài tập bởi Aiya Kyū và được xuất bản bởi Media Factory, với hai mươi tám tập được phát hành vào ngày 23 tháng 7 năm 2025. Cả hai bộ tiểu thuyết và manga đều được One Peace Books cấp phép và được xuất bản ở Bắc Mỹ bắt đầu từ tháng 9 năm 2015. Anime truyền hình dài 25 tập được Kinema Citrus chuyển thể và lên sóng từ tháng 1 đến tháng 6 năm 2019. Mùa thứ hai của anime lên sóng từ tháng 4 đến tháng 6 năm 2022. Mùa thứ ba được phát sóng từ tháng 10 đến tháng 12 năm 2023. Mùa thứ tư đã được công bố.
Bộ anime được cấp phép ở Bắc Mỹ bởi sự hợp tác giữa Crunchyroll-Funimation.

## Cốt truyện
Iwatani Naofumi, một thanh niên người Nhật dễ tính, được triệu tập vào một thế giới song song cùng với ba chàng trai trẻ khác từ các vũ trụ song song để trở thành Tứ Đại Hiệp Sĩ và chiến đấu với lũ quái vật đa chiều gọi là Làn sóng (Nami). Mỗi anh hùng lần lượt được trang bị trang bị Vũ Khí Huyền Thoại của riêng mình khi được triệu tập. Naofumi tình cờ nhận được Khiên Huyền Thoại, trang bị phòng thủ duy nhất, trong khi các anh hùng khác nhận được kiếm, thương và cung, vũ khí dùng để tấn công. Không giống như các anh hùng khác, họ được quốc vương hỗ trợ đầy đủ và có được nhiều đồng minh mạnh, Naofumi lại bị coi thường và chỉ nhận được vài đồng tiền trợ cấp ít ỏi. May mắn của Naofumi trở nên tồi tệ hơn sau khi người đồng hành duy nhất của cậu phản bội cậu, sau đó được tiết lộ là Công chúa của vuơng quốc. Cô ta đánh cắp tất cả đồ đạc của cậu và khiến cậu không có trợ giúp và đồ dùng sau khi ả buộc tội cậu đã cưỡng hiếp ả.
Bị chế giễu bởi giới quý tộc và bị mọi người xa lánh từ tam anh hùng đến nông dân, Naofumi bị buộc phải vừa tự tập luyện một mình vừa làm việc để kiếm đủ tiền, cho đến khi cậu mua một cô á nhân tanuki tên Raphtalia từ 1 kẻ buôn bán nô lệ và một quả trứng nở ra một con chim lai quái vật, sau này cậu đặt tên cho con chim đó là "Filo", cả hai nhanh chóng trưởng thành và trở thành những chiến binh mạnh mẽ dưới sự chăm sóc của cậu. Khi họ dần dần có được sự tin tưởng và lòng biết ơn của mọi người với hành động nghĩa hiệp của họ, Naofumi và những người bạn đồng hành làm việc chăm chỉ để thực hiện sứ mệnh của mình: là những vị cứu tinh của thế giới, đồng thời làm sáng tỏ bí ẩn của làn sóng và Naofumi đối phó với bóng tối bên trong cậu.

## Nhân vật
Iwatani Naofumi (岩谷 尚文)
Lồng tiếng bởi: Ishikawa Kaito
Anh hùng Khiên và là nhân vật chính, Naofumi là một sinh viên đại học được triệu hồi từ thế giới khác sau khi tìm thấy một cuốn sách về Tứ anh hùng. Vốn là một người có tư tưởng cởi mở, cậu trở nên hoài nghi và không tin tưởng vào người khác do bị các anh hùng khác coi thường, chịu đựng sự thành kiến từ người dân, đồng thời bị Malty cướp đồ và buộc tội oan cậu về tội cưỡng hiếp. Chỉ sau khi Raphtalia bảo vệ cậu và tuyên bố lòng trung thành của cô, Naofumi mới bắt đầu dần mở lòng với những người xung quanh và nhận ra sai lầm của mình. Nhận thấy vai trò Anh hùng của mình là gánh nặng, bị triệu tập trái với ý muốn nên Naofumi tỏ ra không quá hối hận khi sử dụng các chiến thuật thiếu sáng suốt để đảm bảo sự sống còn của nhóm mình bất chấp sự chỉ trích của các anh hùng khác. Cậu sẽ không tin tưởng người lạ trừ khi yêu cầu của mình được đáp ứng.
Raphtalia (ラフタリア Rafutaria)
Lồng tiếng bởi: Asami Seto
Một nữ anh hùng Katana chư hầu và nữ chính. Ban đầu sống tại một ngôi làng trên bờ biển Melromarc, Raphtalia là một bán nhân Tanuki-Gấu mèo mồ côi sau Làn sóng đầu tiên tấn công thế giới, cô cùng với những người dân làng bị Hiệp sĩ Hoàng gia của Melromarc bắt và bán làm nô lệ. Lần đầu tiên bị mua bởi một nhà quý tộc, cô bị tra tấn về thể xác và tinh thần vì sự phân biệt con người đối với á nhân. Cô gần chết và phải chịu đựng những cơn hoảng loạn, sau đó bị bán lại và được Naofumi mua. Dưới sự huấn luyện của Naofumi, Raphtalia trở thành một kiếm sĩ điêu luyện và tự tìm thấy sự kết thúc sau những tổn thương trong quá khứ. Cô nhìn ra được bản chất hoài nghi của Naofumi, yêu anh và cố gắng hết sức để giúp anh vượt qua sự oán hận đối với người khác và việc anh đánh mất bản thân trước Khiên Phẫn nộ.
Raphtalia được chọn là Nhân vật nữ xuất sắc nhất trong Giải thưởng Anime Crunchyroll năm 2020.
Filo (フィーロ Fīro)
Lồng tiếng bởi: Rina Hidaka  
Là Nữ Hoàng Filolial. Naofumi ấp cô từ một quả trứng mua từ Beloukas, Filo là đồng minh trẻ tuổi nhất của Naofumi. Cô bé là một phần của loài quái vật tên là Filolial thích kéo xe và được anh nuôi dưỡng, phát triển và trở thành Nữ hoàng. Hình dạng quái vật của cô bé giống một con cú lớn không biết bay và sở hữu sức mạnh tấn công cũng như tốc độ cao hơn các thành viên bình thường trong loài của mình. Ngoài ra, cô còn sở hữu khả năng độc nhất vô nhị là biến hình thành một cô gái trẻ tóc vàng có đôi cánh, giữ được sức mạnh trong hình dạng thật đó. Trẻ trung và sôi nổi, cô bé không để ý chuyện gì khác ngoài việc thích kéo xe cho Naofumi, háu ăn và thường chiến đấu với Raphtalia và Gaelion để giành được sự chú ý của anh.
Raph-chan (ラフちゃん Rafu-chan)
Một Thức thần và là tổ tiên của loài quái vật giống Tanuki Raph. Với sự hỗ trợ từ Ethnobolt, Raph-chan được Naofumi tạo ra để giúp xác định vị trí của Raphtalia sau khi họ bị chia cắt trong thế giới của Kizuna. Thông qua việc Naofumi liên tục thử nghiệm và nâng cao sức mạnh, Raph-chan nhanh chóng có được những khả năng vượt trội so với một Thức thần bình thường.

## Truyền thông

### Light novel
Ban đầu được xuất bản dưới dạng tiểu thuyết trực tuyến, bộ truyện được viết lại với cốt truyện mở rộng. Bộ truyện hiện đang được Media Factory  xuất bản và có hình minh họa của Minami Seira. Kể từ ngày 25 tháng 6 năm 2019, hai mươi bốn tập đã được xuất bản. Cuốn tiểu thuyết ăn khách The Reprise of the Spear Hero được cấp phép bởi One Peace Books.

### Manga
Bộ light novel được Aiya Kyū chuyển thể thành manga dài tập và được Media Factory xuất bản, với hai mươi tám tập được phát hành vào ngày 23 tháng 7 năm 2025. Trong một cuộc phỏng vấn, họa sĩ truyện tranh cho biết, "Bộ phận biên tập của Comic Flapper đã nói với tôi về cơ hội này và tôi đã vui vẻ nắm lấy nó." Cả hai bộ tiểu thuyết và manga đều được One Peace Books cấp phép và được xuất bản ở Bắc Mỹ bắt đầu từ tháng 9 năm 2015.

### Anime
Một anime được chuyển thể được công bố vào tháng 6 năm 2017. Bộ phim truyền hình được sản xuất bởi Kinema Citrus và được đạo diễn bởi Abo Takao, với Koyanagi Keigo viết kịch bản, Suwa Masahiro thiết kế nhân vật và Kevin Penkin sáng tác nhạc. Bộ phim được lên sóng từ ngày 9 tháng 1 năm 2019 đến ngày 26 tháng 6 năm 2019 trên AT-X và các kênh khác. Bộ anime dài 25 tập. Bài hát chủ đề đầu tiên là "RISE," được trình bày bởi MADKID, trong khi bài hát chủ đề kết thúc đầu tiên là "Kimi no Namae" (きみの名前) do  Fujikawa Chiai trình bày. Bài hát chủ đề thứ hai là "FAITH," được trình bày bởi MADKID, trong khi bài hát chủ đề kết thúc thứ hai là "Atashi ga Tonari ni Iru Uchi ni" (あたしが隣にいるうちに) được trình bày bởi Fujikawa. Ở tập 4, Setō Asami hát một bài hát có tiêu đề "Falling Through Starlight" trong vai nhân vật Raphtalia. Cả Crunchyroll và Funimation phát trực tuyến anime. Crunchyroll phát trực tuyến chương trình trong cả phiên bản tiếng Nhật gốc và bản lồng tiếng Anh. Tuy nhiên, Funimation trì hoãn phát hành vô thời hạn trên dịch vụ phát trực tuyến của mình. Funimation bắt đầu phát trực tuyến bản lồng tiếng vào ngày 1 tháng 5 năm 2019. Ban đầu dự định phát sóng bản lồng tiếng Anh đồng thời với bản gốc tiếng Nhật, Crunchyroll thông báo rằng sẽ có một sự chậm trễ hai tuần trong việc phát hành phiên bản tiếng Anh vào ngày 14 tháng 5, một ngày trước tập 19, "Tứ Hiệp sĩ Hồng y" được lên kế hoạch phát hành.
Mùa thứ hai của anime dự kiến lên sóng vào tháng 10 năm 2021 nhưng bị dời sang tháng 4 năm 2022. Anime sẽ lên sóng vào ngày 6 tháng 4 năm 2022. Kinema Citrus hợp tác sản xuất anime với DR Movie, Jinbo Masato thay vị đạo diễn mùa trước để chỉ đạo mùa thứ hai, Koyanagi Keigo trở lại viết kịch bản cùng Suwa Masahiro thiết kế nhân vật và Kevin Penkin sáng tác nhạc. MADKID trình bày ca khúc mở đầu phim là "Bring Back", Fujikawa Chiai biểu diễn bài hát cuối phim là "Yuzurenai" (ゆずれない). Crunchyroll cấp phép phát sóng mùa thứ hai bên ngoài khu vực châu Á.
Mùa thứ ba do Hitoshi Haga đạo diễn, với các nhân viên còn lại của phần trước sẽ quay trở lại, cùng với Alfredo Sirica và Natalie Jeffreys cũng tham gia với tư cách là nhà soạn nhạc bổ sung. Anime được phát sóng từ ngày 6 tháng 10 đến ngày 22 tháng 12 năm 2023.  Bài hát mở đầu là "Sin", do Madkid trình bày, trong khi bài hát kết thúc là "Suki ni Natte wa Ikenai Riyū" (好きになってはいけない理由), do Chiai Fujikawa trình bày. Vào ngày 19 tháng 10 năm 2023, Crunchyroll thông báo rằng mùa thứ ba sẽ bắt đầu phát sóng lồng tiếng vào ngày hôm sau. 
Vào tháng 1 năm 2024, có thông báo rằng mùa thứ tư đang được sản xuất. 

### Trò chơi điện tử
Một trò chơi di động có tựa đề Tate no Yūsha no Nariagari Rerise (盾の勇者の成り上がり RRISISE) đã được phát hành cho các thiết bị Android và iOS vào ngày 24 tháng 2 năm 2021. Bản chuyển thể từ anime có tựa đề The Rising of the Shield Hero: Relive the Animation được phát hành cho Steam vào ngày 24 tháng 9 năm 2019, cho thiết bị Android và iOS vào ngày 24 tháng 10 năm 2019. 

## Tiếp nhận
Bộ light novel đã có hơn 3,3 triệu bản in vào tháng 12 năm 2018, và series manga có 1 triệu bản in tập tankobon vào tháng 1 năm 2019. Tính đến tháng 4 năm 2019, sau khi doanh số của họ tăng 1,2 triệu bản trong hai tháng, light novel và manga đã bán được 6,2 triệu bản tại Nhật Bản, chủ yếu là do sự thành công của bộ anime.
Nhân vật Raphtalia đã được chọn là Best Girl cho Giải thưởng Anime Crunchyroll năm 2020. 
Khi bộ anime bắt đầu phát sóng ở Hoa Kỳ, tập đầu tiên bị tranh cãi, với một số nhà phê bình tại Anime News Network chỉ trích chương trình vì đã miêu tả chế độ nô lệ, nêu câu hỏi về lời xin lỗi nô lệ, và đóng khung của một lời buộc tội hiếp dâm sai. Khi nhà sản xuất chương trình Tamura Junichiro được hỏi về cuộc tranh cãi, anh trả lời rằng "không có bất kỳ tranh cãi nào liên quan đến bộ truyện ở Nhật Bản, nên rất khó để nói. Trong trường hợp có bất kỳ tranh cãi nào ở trong nước, chúng tôi sẽ cố gắng giải quyết tất cả các vấn đề với nhân viên và những người liên quan để mang đến cho khách hàng của chúng tôi một sản phẩm tốt hơn vào lần tới."
Anime News Network đánh giá các tập tiếp theo theo hướng tích cực. Nhà phê bình Theron Martin đã xếp hạng B− cho hai tập đầu tiên, nói rõ "bộ truyện có vẻ như đã vượt qua được cái vấn đề ban đầu của nó và hy vọng sẽ bước vào một câu chuyện dễ chịu hơn." Anh xếp hạng B + cho tập thứ ba, nói rõ "series có vẻ như đang xây dựng Naofumi là một anh hùng dân tộc hơn những anh hùng trơ trẽn nổi tiếng mà chúng ta từng thấy trong những câu chuyện giả tưởng" và "tập 3 đưa ra lập luận tốt nhất cho đến nay về tiềm năng có thể của series anime."